# Drakaea
Drakaea es un género de orquídeas. Tiene diez especies.
Las Orquídeas en este género son comúnmente llamadas "Hammer Orquídeas". Su nombre común se refiere a la forma de la orquídea en forma parecida a un martillo.  

## Descripción
Los miembros de Drakaea  se caracterizan por un labio insectívoro que se adjunta a un estrecho tallo.  Este género  ha especializado el método de polinización  que solo puede ser la avispa Thynnid. Las orquídeas imitan la hembra de avispas, con su labelo similar en color y en la estructura al abdomen de la avispa hembra, al mismo tiempo que produce feromonas para atraer a los machos. Cuando el varón es atraído por las feromonas liberadas por las orquídeas, trata de volar con el labelo y hace que se mueva hacia atrás.  Lo que a su vez hace que el macho ponga el tórax en contacto con el polen pegajoso del paquete. 

## Taxonomía
El género fue descrito por John Lindley  y publicado en Edwards's Botanical Register 23 App. (Swan River): lv. 1840.
Etimología
El género fue nombrado en honor de Miss Drake, una artista botánica que ayudó a los taxónomos de Inglaterra en el siglo XIX.

## Especies deDrakaea
A continuación se brinda un listado de las especies del género Drakaea aceptadas hasta mayo de 2011, ordenadas alfabéticamente. Para cada una se indica el nombre binomial seguido del autor, abreviado según las convenciones y usos y la publicación válida.
1. Drakaea andrewsiae Hopper & A.P.Br., Austral. Syst. Bot. 20: 261 (2007).
2. Drakaea concolor Hopper & A.P.Br., Austral. Syst. Bot. 20: 262 (2007).
3. Drakaea confluens Hopper & A.P.Br., Austral. Syst. Bot. 20: 264 (2007).
4. Drakaea elastica Lindl., Sketch Veg. Swan R.: 56 (1840).
5. Drakaea glyptodon Fitzg., Gard. Chron. 1882 (1): 494 (1882).
6. Drakaea gracilis Hopper & A.P.Br., Austral. Syst. Bot. 20: 271 (2007).
7. Drakaea isolata Hopper & A.P.Br., Austral. Syst. Bot. 20: 273 (2007).
8. Drakaea livida J.Drumm., London J. Bot. 1: 628 (1842).
9. Drakaea micrantha Hopper & A.P.Br., Austral. Syst. Bot. 20: 278 (2007).
10. Drakaea thynniphila A.S.George, Nuytsia 5: 60 (1984).